# Theobald Wrba
Theobald Wrba OCist (* 19. Juli 1868 in Mährisch Schönberg; † 3. Juli 1943 in Kreisbach/Gemeinde Wilhelmsburg) war ein Zisterzienser und von 1931 bis 1943 der 61. Abt des Zisterzienserstiftes Lilienfeld.

## Leben
Als Sohn eines Fleischhauers geboren und auf den Namen Rudolf getauft, besuchte Theobald Wrba das Gymnasium in seiner Geburtsstadt und in Olmütz, trat am 23. August 1886 in das Noviziat des Stiftes Lilienfeld ein und nahm den Ordensnamen Theobald an. Am 24. August 1887 legte er die zeitliche Profess ab und absolvierte ein Studium in Heiligenkreuz. Nach diesem Studium legte er am 26. Dezember 1890 die ewige Profess ab und empfing er am 12. Juli 1891 die Priesterweihe.
Wrba war anschließend mehrere Jahre   auf verschiedenen Seelsorgestellen und als Novizenmeister, Prior und Kellermeister eingesetzt.
Am 11. Februar 1931 erfolgte unter dem Vorsitz von Generalvikar Abt Gregor Pöck von Heiligenkreuz seine Wahl zum Abt und am nächsten Tag wurde Theobald Wrba von Diözesanbischof Michael Memelauer von St. Pölten in der Stiftskirche Lilienfeld benediziert.
Durch die einsetzende Inflation war Wrba mit finanziellen Sorgen belastet und musste zur Aufrechterhaltung der Wirtschaft viele wertvolle Kunstgegenstände verkaufen. Auch der Hof in Krems wurde 1938 an das Land Niederösterreich verkauft. Der Bestand des Stiftes war durch die folgende nationalsozialistische Machtergreifung bedroht. So wurde etwa 1940 das Konventgebäude auf 99 Jahre an die NSDAP verpachtet und als Kreishaus verwendet.
Seit 1936 lief zudem eine Apostolische Visitation mit dem Ziel, das klösterliche Leben nach mehr monastischen Gebräuchen auszurichten, was zu erheblichen Spannungen im Konvent führte. Gleichzeitig wurde der Gebarung des Stiftes besonderes Augenmerk geschenkt, was auch zur Schließung des seit ungefähr 1795 bestehenden Sängerknabeninstitutes geführt haben dürfte. 
Abt Theobald lebte seit 1939 nach vergeblichen Resignationsbemühungen, die durch die Ereignisse der letzten Jahre gefördert wurden, in Kreisbach, wo er auch verstarb. Am 7. Juli 1943 wurde er durch Bischof Michael Memelauer von St. Pölten in der Äbtegruft in Lilienfeld beigesetzt.